# Episodi di Dragons (settima stagione)
La settima stagione della serie animata Dragons, la quinta sottotitolata Oltre i confini di Berk, composta da 13 episodi, è stata interamente pubblicata, negli Stati Uniti d'America, su Netflix il 25 agosto 2017. 
In Italia la stagione è stata trasmessa in prima visione sul canale Boomerang, dal 15 ottobre al 3 novembre 2018.
| nº | Titolo originale                     | Titolo italiano                     | Pubblicazione USA | Prima TV Italia |
| -- | ------------------------------------ | ----------------------------------- | ----------------- | --------------- |
| 1  | Living on the Edge                   | La minaccia del vulcano             | 25 agosto 2017    | 15 ottobre 2018 |
| 2  | Sandbusted                           | Regalo di fidanzamento              | 25 agosto 2017    | 16 ottobre 2018 |
| 3  | Something Rotten on Berserker Island | Il super apprendista                | 25 agosto 2017    | 17 ottobre 2018 |
| 4  | Snotlout's Angels                    | L'isola delle ancelle alate         | 25 agosto 2017    | 18 ottobre 2018 |
| 5  | A Matter of Perspective              | Nuove prospettive                   | 25 agosto 2017    | 19 ottobre 2018 |
| 6  | Return of Thor Bonecrusher           | L'alter ego malvagio                | 25 agosto 2017    | 20 ottobre 2018 |
| 7  | Dawn of Destruction                  | L'alba della distruzione            | 25 agosto 2017    | 23 ottobre 2018 |
| 8  | The Wings of War: Part 1             | Le ali della guerra (prima parte)   | 25 agosto 2017    | 24 ottobre 2018 |
| 9  | The Wings of War: Part 2             | Le ali della guerra (seconda parte) | 25 agosto 2017    | 25 ottobre 2018 |
| 10 | No Dragon Left Behind                | Il posto giusto                     | 25 agosto 2017    | 26 ottobre 2018 |
| 11 | Snuffnut                             | Un amore sfumato                    | 25 agosto 2017    | 29 ottobre 2018 |
| 12 | Searching for Oswald... and Chicken  | Il sentiero della speranza          | 25 agosto 2017    | 2 novembre 2018 |
| 13 | Sins of the Past                     | La lente dell'occhio di drago       | 25 agosto 2017    | 3 novembre 2018 |